# Bunge

Logoul companiei

Bunge Limited este o companie internațională care activează în domeniul agriculturii.
Domeniile de activitate ale companiei sunt: comerțul, stocarea și procesarea de semințe pentru ulei, producție de ulei pentru consum, producția de fertilizatori.
În prezent (iunie 2008), compania este cel mai mare jucător global pe piața de procesare a semințelor pentru ulei.
Bunge este al treilea jucător la nivel mondial din agricultură, fiind depășit de Cargill și Archer-Daniels-Midland.
Acționarii principali ai companiei sunt (iunie 2008): Janus Capital cu 10,45%, Wellington Management cu 7,62% și AXA cu 6,19%.
Pe piața europeană, Bunge deține 21 de fabrici în 14 țări, are 5.094 de angajați și vânzări nete de 8,9 miliarde dolari (ianuarie 2009).
În iunie 2008, Bunge a anunțat că va cumpăra compania americană Corn Products International, pentru care oferă circa 4,4 miliarde dolari (2,8 miliarde Euro), sumă plătită în acțiuni.
Număr de angajați în 2008:  23.889
Cifra de afaceri în 2007: 27,7 miliarde USD
Venit net în 2007: 778 milioane USD

## Istoric
Bunge a fost fondată în anul 1818 în Amsterdam.
În anul 1859, compania s-a mutat la Anvers, Belgia.
În anul 1884, Bunge își începe activitatea în Argentina, acesta fiind primul pas spre extinderea internațională a companiei.
În anul 1905, compania își începe activitatea în Brazilia, iar în 1818, intră pe piața din America de Nord.
În anul 1999, compania își mută sediul la White Plains, New York.
Din anul 2001, compania este listată la Bursa din New York.

## Bunge în România
În România, Bunge este prezent din anul 2002, când a cumparat la nivel global grupul francez Cereol Holdings, companie care deținea fabrica Unirea Iași.
De asemenea, în iulie 2003 a fost finalizată achiziția pachetului majoritar de acțiuni la societățile Muntenia București și Interoil Oradea, cele două unități fiind închise în prezent (iunie 2008).
Firma a cumpărat, între timp, o fabrică de ulei la Buzău, de la Agricover.
La sfârșitul anului 2008, compania a închis unitatea din Iași și a mutat toată producța la Buzău.
Principalele mărci produse de Bunge în România sunt Floriol și Unisol.
Firma avea o cotă de peste 30% pe piața internă de ulei, la sfârșitul anului 2007.
Fabrica Muntenia din București a fost închisă în anul 2005.
Fabrica se întindea pe o suprafață de 7 hectare și se afla amplasată la câteva minute de Palatul Parlamentului, astfel că terenul fabricii va fi folosit probabil pentru un proiect rezidențial.